# Црква Светог Симеона Столпника у Богдановцу
Црква Светог Симеона Столпника у Богдановцу, насељеном месту на територији Општине Бујановац, православни је храм који припада Епархији врањској Српске православне цркве.
Црква посвећена Светом Симеону Столпнику налази се на око 500 метара од села Богдановца, у столетној буковој шуми, на надморској висини од око 620 метара, на планини Рујан.
Црква је обновљена 1895. године. Кров цркве обновљен је 2007. године, а фасада цркве урађена 2010. године.